# Unabhängigkeitserklärung
Eine Unabhängigkeitserklärung ist ein Dokument oder eine Handlung, mit dem Einwohner eines bisher von einem anderen Staat beherrschten Gebietes, in der Vergangenheit meist auch einer Kolonie, ihre politische Unabhängigkeit verkünden.

## Ablauf
Der formalen Erklärung der Unabhängigkeit folgt nicht immer sofort die tatsächliche Unabhängigkeit des Landes. Zum einen gibt es häufig Widerstand von der (bisherigen) Kolonialmacht beziehungsweise dem (Alt-)Staat, von dem sich das De-facto-Regime gegen dessen Willen abspalten will; zum anderen hat die Gruppe, die die staatliche Unabhängigkeit erklärt, nicht notwendigerweise die Unterstützung der Mehrheit der Bevölkerung. Viele Unabhängigkeitserklärungen führten daher zu Unabhängigkeitskriegen, manche blieben hingegen ohne Folgen.

## Liste (Auswahl)
- Declaration of Arbroath (Schottland, 1320; damit älteste bekannte Unabhängigkeitserklärung)
- Plakkaat van Verlatinghe (Niederlande, 1581)
- Unabhängigkeitserklärung der Vereinigten Staaten (1776)
- Unabhängigkeitserklärung Neuseelands (1835)
- Unabhängigkeitserklärung Liberias (1847)
- Oster-Proklamation (Irland, 1916)
- Finnische Unabhängigkeitserklärung (1917)
- Aserbaidschanische Unabhängigkeitserklärung (1918)
- Tschechoslowakische Unabhängigkeitserklärung (1918)
- Österreichische Unabhängigkeitserklärung (1945)
- Indonesische Unabhängigkeitserklärung (1945)
- Israelische Unabhängigkeitserklärung (1948)
- Palästinensische Unabhängigkeitserklärung (1988)
- Slowenische Unabhängigkeitserklärung (1991)
- Mazedonische Unabhängigkeitserklärung (1991)
- Moldauische Unabhängigkeitserklärung (1991)
- Kroatische Unabhängigkeitserklärung (1991)
- Unabhängigkeitserklärung von Bosnien und Herzegowina (1992)
- Montenegrinische Unabhängigkeitserklärung (2006)
- Kosovarische Unabhängigkeitserklärung (2008)
- Südsudanesische Unabhängigkeitserklärung (2011)
- Katalanische Unabhängigkeitserklärung (2017; damit jüngste bekannte Unabhängigkeitserklärung)